# SUPER EUROBEAT presents SUPER GT
SUPER EUROBEAT presents SUPER GT（スーパーユーロビートプレゼンツ スーパージーティー）とは、日本のレコード会社・エイベックスが1999年から2010年まで制作・発売していた、日本の自動車レース・SUPER GT（旧：全日本GT選手権(JGTC)）公認CDアルバムのタイトルである。

## 概要
1999年、エイベックスを代表するコンピレーション・アルバム『SUPER EUROBEAT』シリーズの一環としてスタート。当初は年1回の発売だったが、2001年からは毎年4月下旬（あるいは5月）と9月の年2回発売となり現在に至る。国内最高峰の自動車レースであるSUPER GTの雰囲気をイメージすべく、「踊らせる」「聴かせる」だけでない「走らせる」ユーロビート楽曲をノンストップミックスで構成。毎年その年のユーロビート新曲を含め25曲が収録される。（年により、曲数は前後する。2007年より30曲）2005年に全日本GT選手権からSUPER GTに改称したのを機に現タイトルに改称。2007年3月21日にはシリーズ初となる2枚組ベスト・アルバムが発売された。2008年は長らく冠していた『SUPER EUROBEAT presents』のタイトルを外し『SUPER GT 2008』として発売し、ユーロビートだけでなくトランスも収録するなどのリニューアルを図った。2009年からは再び『SUPER EUROBEAT presents SUPER GT』に戻っている。
最初はDELTA、TIME、A-BEAT Cの3レーベルの楽曲のみの収録だったが、2000にSCP（DOUBLE）、2003SecondにHI-NRG ATTACK、2004にVIBRATION(2005まで、その後は不定期収録)、20052ndにBOOM BOOM BEAT、2007にGOGO'S MUSIC、2009にSinclaireStyle、2010にDIMA MUSIC、2010SecondにEurogroovesの楽曲が収録された。
このシリーズに先行収録されてからSEB本編にも改めて収録された楽曲もある。また、SEB本編には収録されず、このシリーズにのみ収録されている曲（蔵出し曲）も一部存在している。
(BOOM BOOM BEATの楽曲の中には過去、VIP MEGA EUROSTARシリーズにも収録されたものもあり。)

ボーナストラックとしてその年のSUPER GTイメージガールのオリジナル楽曲を収録している。2003年はエイベックスとほとんど関わりのない芸能事務所のタレント4人がイメージガールを務めていたため、イメージガールユニットの楽曲は収録されなかった。
毎年4月末~5月初発売されるのが恒例だったが、2011年にレースクイーンユニット・sucreが結成されたのと同時に発売されなくなった。

## 作品リスト
いずれも発売元はavex trax。
| タイトル                                                      | 発売年月日     | 品番         | 備考 |
| ------------------------------------------------------------- | -------------- | ------------ | --- |
| SUPER EUROBEAT presents GTC SPECIAL～HYPER NON-STOP MEGAMIX～ | 1999年 4月21日 | AVCD-11721   | |
| SUPER EUROBEAT presents GTC SPECIAL 2000～NON-STOP MEGAMIX～  | 2000年 4月19日 | AVCD-11790   | |
| SUPER EUROBEAT presents GTC SPECIAL 2001～NON-STOP MEGAMIX～  | 2001年 4月25日 | AVCD-11924   | PASSION2000の楽曲「HEARTBEAT」のリミックスを収録。 |
| SUPER EUROBEAT presents GTC SPECIAL 2001～SECOND ROUND～      | 2001年 9月12日 | AVCD-11983   | PASSION2001の楽曲が2曲[3]収録。 |
| SUPER EUROBEAT presents JGTC SPECIAL 2002～NON-STOP MEGAMIX～ | 2002年 5月2日  | AVCD-17106   | シリーズ初の5月発売。この作品からコピーコントロールCD(CCCD)方式で発売。                                                                               |
| SUPER EUROBEAT presents JGTC SPECIAL 2002～SECOND ROUND～     | 2002年 9月11日 | AVCD-17164   | |
| SUPER EUROBEAT presents JGTC SPECIAL 2003～NON-STOP MEGAMIX～ | 2003年 5月1日  | AVCD-17265   | |
| SUPER EUROBEAT presents JGTC SPECIAL 2003～SECOND ROUND～     | 2003年 9月10日 | AVCD-17320   | |
| SUPER EUROBEAT presents JGTC SPECIAL 2004～NON-STOP MEGAMIX～ | 2004年 5月19日 | AVCD-17449   | 春期発売のシリーズ作品としては最も遅い時期の発売。 |
| SUPER EUROBEAT presents JGTC SPECIAL 2004～SECOND ROUND～     | 2004年 9月1日  | AVCD-17516   | シリーズ通算10作目。CCCD方式での発売は本作が最後となった。                                                                                            |
| SUPER EUROBEAT presents SUPER GT 2005                         | 2005年 4月27日 | AVCD-17677   | 再びCD-DA方式で発売。同時にそれまで1作目に冠していた「NON-STOP MEGAMIX」のサブタイトルが外れた。                                                      |
| SUPER EUROBEAT presents SUPER GT 2005～SECOND ROUND～         | 2005年 9月21日 | AVCD-17728   | 9月期発売のシリーズ作品としては最も遅い時期の発売。                                                                                                   |
| SUPER EUROBEAT presents SUPER GT 2006                         | 2006年 5月3日  | AVCD-17836   | AAAの「BLOOD on FIRE」を1曲目に収録。 |
| SUPER EUROBEAT presents SUPER GT 2006～SECOND ROUND～         | 2006年 9月6日  | AVCD-23017   | |
| SUPER EUROBEAT presents SUPER GT SPECIAL ROUND 〜THE BEST〜   | 2007年 3月21日 | AVCD-23247/8 | 初のベスト・アルバム。Disc-1はユーロビート楽曲のノンストップミックス。Disc-2は歴代イメージガールの楽曲を14曲収録[4]。                                 |
| SUPER EUROBEAT presents SUPER GT 2007～FIRST ROUND～          | 2007年 5月2日  | AVCD-23279   | Shinyの「FOREVER STAR☆」はイメージガール楽曲史上初めてメンバー全員が作詞を手掛けた。                                                                  |
| SUPER EUROBEAT presents SUPER GT 2007～SECOND ROUND～         | 2007年 9月5日  | AVCD-23350   | |
| SUPER GT 2008～FIRST ROUND～                                  | 2008年 4月30日 | AVCD-23581   | |
| SUPER GT 2008～SECOND ROUND～                                 | 2008年 9月10日 | AVCD-23638   | |
| SUPER EUROBEAT presents SUPER GT 2009～FIRST ROUND～          | 2009年 4月29日 | AVCD-23838   | |
| SUPER EUROBEAT presents SUPER GT ～ANNIVERSARY ROUND～        | 2009年 8月5日  | AVCD-23896/7 | シリーズ通算20作目（ベスト盤除く）[5]にして初の8月発売。 Disc-2には歴代イメージガール楽曲のノンストップミックスと、angelicの「WINGS OF FIRE」を収録。 |
| SUPER EUROBEAT presents SUPER GT 2010                         | 2010年 4月28日 | AVCD-38063   | 3年連続で春期発売作品に付いていた 「FIRST ROUND」のサブタイトルが外れる。                                                                             |
| SUPER EUROBEAT presents SUPER GT 2010～Second Round～         | 2010年 9月8日  | AVCD-38134   | |